# تشارلز الكسندر روبنسون جونيور
تشارلز الكسندر روبنسون جونيور (بالإنجليزية: Charles A. Robinson, Jr.)‏ هو عالم لغوي كلاسيكي وأستاذ جامعي أمريكي، ولد في 30 مارس 1900 في برينستون في الولايات المتحدة، وتوفي في 23 فبراير 1965 في بروفيدنس في الولايات المتحدة.